# 55 Pułk Piechoty (austro-węgierski)

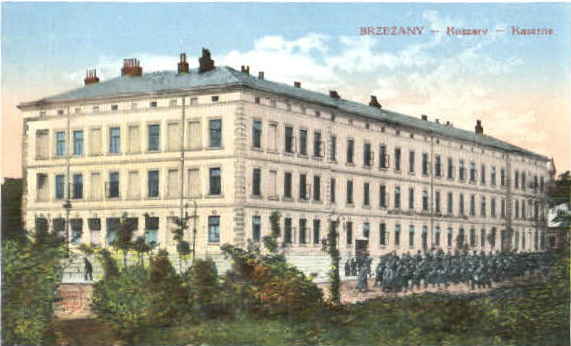
Koszary piechoty k.u.k. Infanterie Kaserne w Brzeżanach

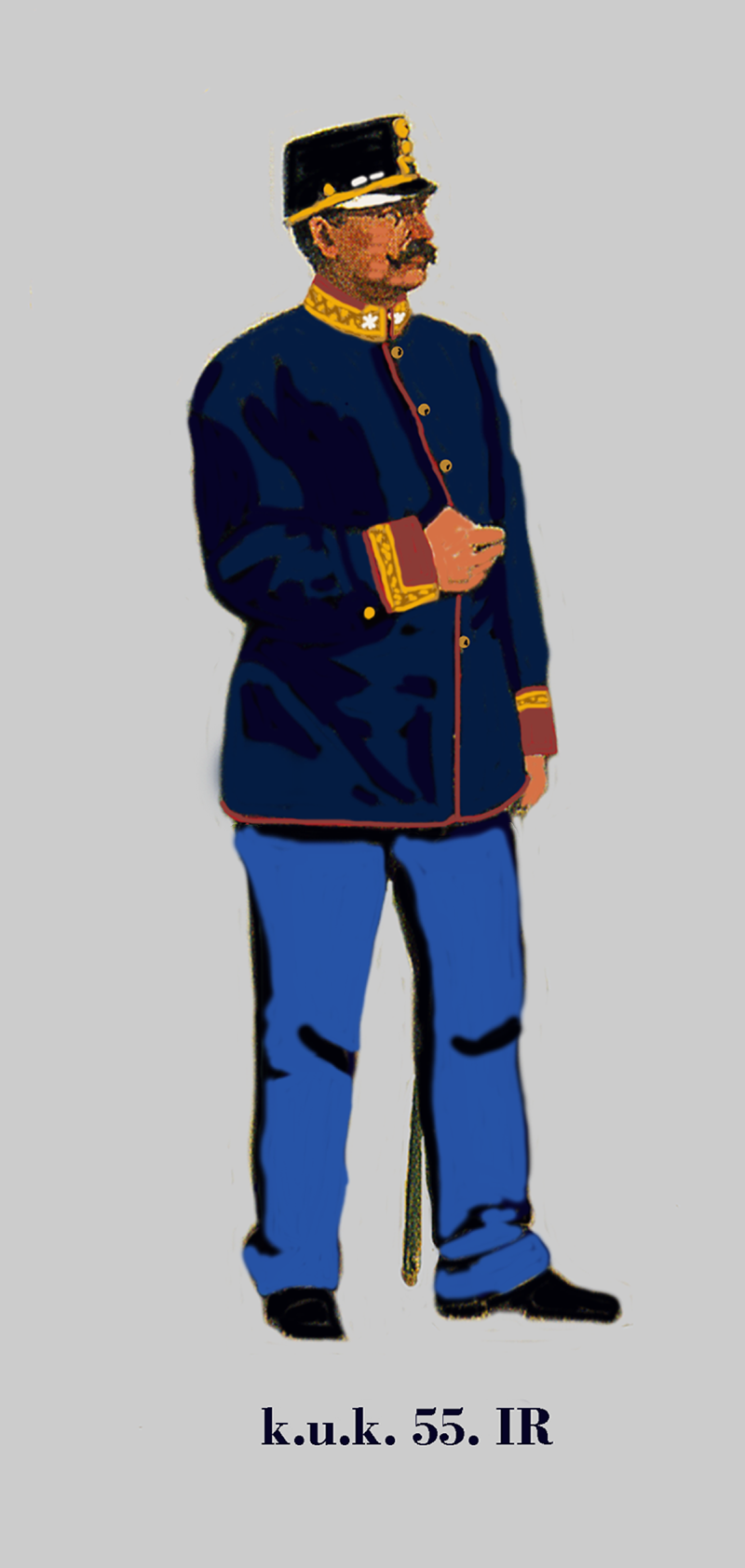
Major IR. 55 w mundurze służbowym

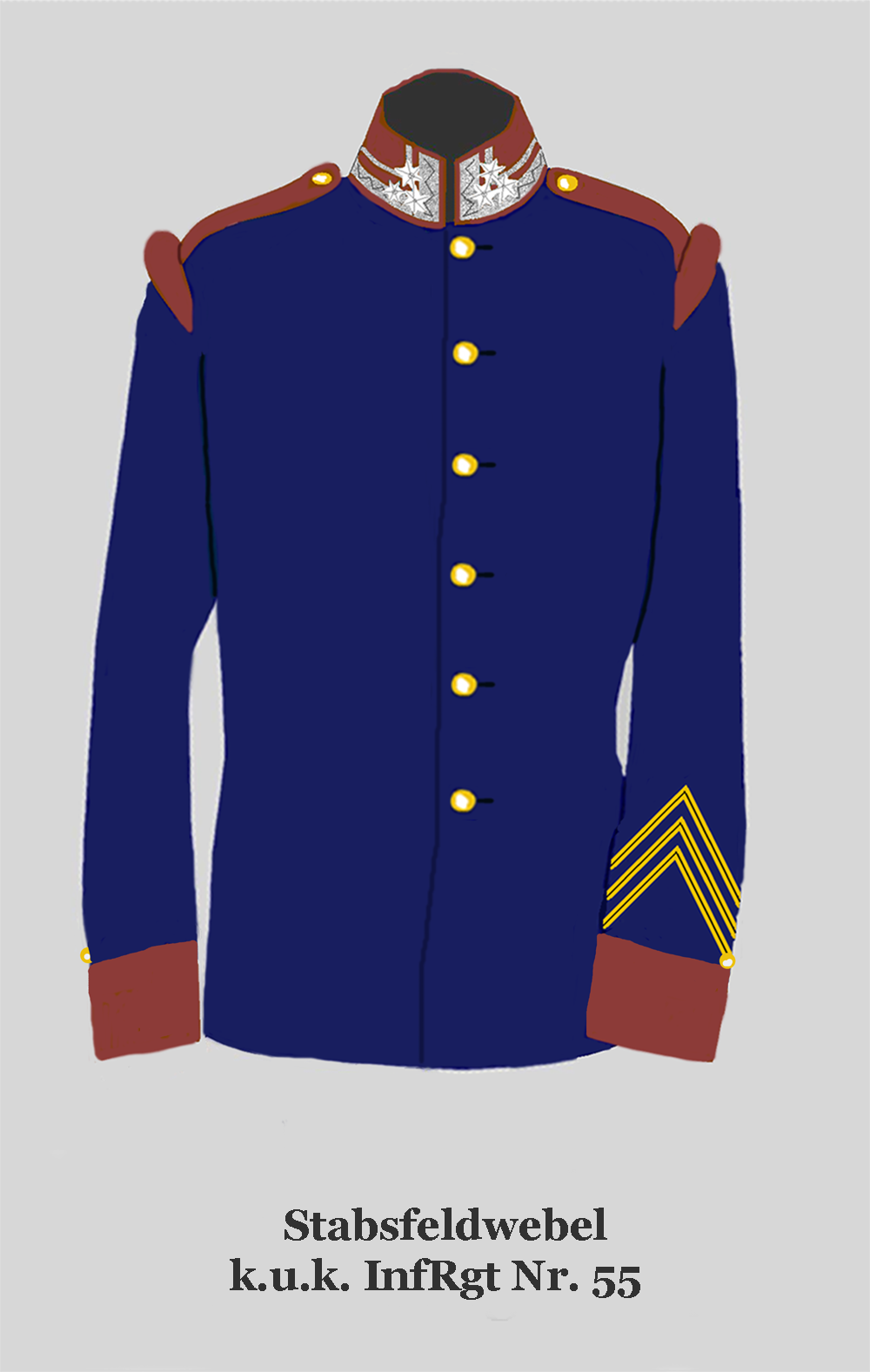
Kurtka munduru feldfebla sztabowego IR. 55

Galicyjski Pułk Piechoty Nr 55 (IR. 55) – pułk piechoty cesarskiej i królewskiej Armii.

## Historia pułku
Pułk został utworzony w 1799 roku. 1 listopada 1852 roku Galicyjski Pułk Piechoty Nr 63 został przemianowany na Pułk Piechoty Nr 55. 
Okręg uzupełnień nr 55 Brzeżany na terytorium 11 Korpusu.
W 1873 roku komenda pułku mieściła się w Wiedniu, natomiast batalion zapasowy i batalion uzupełnień w Brzeżanach. W latach 1903–1911 dowództwo pułku oraz II, III i IV batalion stacjonował w Tarnopolu, natomiast I batalion w Brzeżanach. 
W 1912 roku sztab pułku razem z 2. i 4. batalionem został przeniesiony do Lwowa, a 3. batalion do Mostów Wielkich, natomiast 1. batalion pozostał w Brzeżanach.
Pułk wchodził w skład 21 Brygady Piechoty należącej do 11 Dywizji Piechoty.
Swoje święto pułk obchodził 22 maja w rocznicę bitwy pod Aspern stoczonej w 1809 roku.
Skład narodowościowy w 1914 roku 26% – Polacy, 59% – Rusini.
Kolory pułkowe: czerwony (rotbraun), guziki złote.
W czasie I wojny światowej pułk wziął udział w walkach z Rosjanami w Galicji na przełomie 1914 i 1915 roku. Żołnierze pułku są pochowani m.in. na cmentarzach wojennych nr: 314 w Bochni, 254 w Miechowicach Małych, 264 w Szczurowej i 263 w Zaborowie.

## Szefowie pułku
Kolejnymi szefami pułku byli:
- arcyksiążę Józef Franciszek Leopold Habsburg(inne języki) (1799 – †30 VI 1807)
- FZM Ludwig Willibrord Anton von Baillet-Merlemont (1807 – 19 X 1810, zrezygnował i opuścił służbę cesarską[4])
- FML Vinzenz Ferrerius von Bianchi(inne języki) (1811 – †21 VIII 1855),
- FML Friedrich von Bianchi(inne języki) (1855 – †28 IX 1865),
- FML Leopold Gondrecourt(inne języki) (1865 –†22 V 1888),
- GdI Rudolf von Merkl(inne języki) (1890 – †22 I 1911),
- Mikołaj I Petrowić-Niegosz król Czarnogóry, niem. Nikolaus I König von Montenegro (1912-1918).

W latach 1801–1807 obowiązki drugiego szefa pułku wykonywał FML Ludwig Willibrord Anton von Baillet-Merlemont.

## Żołnierze
Komendanci pułku
- płk Karl Soudain (1799 – 1805)
- płk Joseph Czerwinka (1805 – 1809)
- płk Caspar von Strauch (1809 – 1815)
- płk Joseph Podhagski von Kaschauberg (1849 – 1854 → GM, brygadier w Banacie[5])
- płk Alois Schaffner (1854 – 1859)
- płk Hieronymus Ignaz Alexander Oldofredi (1859 – 1 I 1867 → stan spoczynku w stopniu tytularnego GM[6])
- płk Joseph Wirth (1866 – 1869)
- płk Cornelius Zubržicki von Wieniawa (1869 – 1 X 1876 → stan spoczynku w stopniu tytularnego GM[7])
- płk Wilhelm Gruhl (1876 – 1881 → GM, komendant 48 Brygady Piechoty)
- płk Karl Kellner von Köllenstein (1881 – 1885 → GM, komendant 65 Brygady Piechoty)
- płk Peter Michalowski (1885 – 1886 → stan spoczynku)
- płk August Roland Spiess (Spieß) von Braccioforte (1886 – 1890 → GM, komendant 6 Brygady Górskiej)
- płk Karl Geppert (1890 – 1 XI 1891 → stan spoczynku w stopniu tytularnego GM[8])
- płk Joseph Metzger (1891 – 1896 → GM, komendant 29 Brygady Piechoty)
- płk Joseph Weinrichter Edler von Treuenbrunn (1896 – 1901 → GM, komendant 94 Brygady Piechoty)
- płk Adolf Kroneiser (1901 – †27 VI 1902 Tarnopol)
- płk Alfred von Siber (1902 – 1905 → stan spoczynku, 21 VII 1908 mianowany tytularnym GM[9])
- płk Karol Brozsek (1905 – 1909 → GM, komendant 29 Brygady Piechoty)
- płk Adalbert von Zerboni di Sposetti (1909 – 1912 → GM, komendant 29 Brygady Piechoty)
- płk Karl Steiger (1912 – 1914[1] → GM, komendant 38 Brygady Piechoty)

Oficerowie
- ppłk Anton Kraus – komendant batalionu (1917–1918)
- mjr Juliusz Padlewski von Skorupka – komendant Okręgu Uzupełnień w 1890
- mjr Adam Pirgo
- kpt. Henryk Bobkowski
- kpt. Emanuel Dültz
- kpt. Władysław Gabriel
- por. Aleksander Boruszczak
- por. Julian Jerzy Fischer-Drauenegg
- por. Romuald Kwiatkowski
- por. Felicjan Madeyski
- por. Artur Pollak
- por. rez. Zygmunt Tomaszewski[10]
- ppor. rez. Bronisław Kawałkowski
- ppor. rez. Władysław Pasella
- ppor. Włodzimierz Scholze-Srokowski
- ppor. rez. Władysław Śniadowski